# Savudrija
Savudrija (en italien Salvore) est une localité de Croatie située à 50 km au sud-ouest de Trieste dans la municipalité d'Umag, dans le comitat d'Istrie. Au recensement de 2001, le village comptait 241 habitants.

## Démographie
| 1948 | 1953 | 1961 | 1971 | 1981 | 1991 | 2001 |
| ---- | ---- | ---- | ---- | ---- | ---- | ---- |
| 378  | 338  | 338  | 303  | 317  | 349  | 241  |